# Episodi di Ghosted
La prima ed unica stagione della serie televisiva Ghosted è andata in onda negli Stati Uniti su Fox dal 1º ottobre 2017 al 22 luglio 2018.
Il 28 giugno 2018, Fox cancella la serie dopo una stagione, lasciando sospesi gli ultimi 3 episodi.
In Italia la stagione è stata trasmessa in due parti; la prima (ep. 1-9) dal 19 novembre 2017 all'11 febbraio 2018 su Fox Comedy, mentre la seconda (ep. 10-16), è stata trasmessa dal 27 settembre all'11 ottobre 2018 su Fox. L'episodio finale è stato trasmesso prima dell'episodio 10.
| n° | Titolo originale | Titolo italiano       | Prima TV USA     | Prima TV Italia   |
| -- | ---------------- | --------------------- | ---------------- | ----------------- |
| 1  | Pilot            | Il Bureau Underground | 1º ottobre 2017  | 19 novembre 2017  |
| 2  | Bee-Mo           | Modalità belva        | 8 ottobre 2017   | 26 novembre 2017  |
| 3  | Whispers         | Il succubo            | 15 ottobre 2017  | 3 dicembre 2017   |
| 4  | Lockdown         | Protocollo B-13       | 22 ottobre 2017  | 10 dicembre 2017  |
| 5  | The Machine      | La macchina           | 5 novembre 2017  | 14 gennaio 2018   |
| 6  | Sam              | Max Reloaded          | 12 novembre 2017 | 21 gennaio 2018   |
| 7  | Ghost Studz      | Acchiappafantasmi     | 19 novembre 2017 | 28 gennaio 2018   |
| 8  | Haunted Hayride  | Horror tour           | 3 dicembre 2017  | 4 febbraio 2018   |
| 9  | Snatcher         | Il Ghermitore         | 7 gennaio 2018   | 11 febbraio 2018  |
| 10 | The Wire         | Cimici                | 10 giugno 2018   | 27 settembre 2018 |
| 11 | The Demotion     | Il nuovo direttore    | 10 giugno 2018   | 4 ottobre 2018    |
| 12 | The Premonition  | La premonizione       | 17 giugno 2018   | 4 ottobre 2018    |
| 13 | The Article      | L'articolo            | 24 giugno 2018   | 11 ottobre 2018   |
| 14 | Unbelievable     | L'avvistamento        | 8 luglio 2018    | 11 ottobre 2018   |
| 15 | The Airplane     | Triangoli             | 15 luglio 2018   | 11 ottobre 2018   |
| 16 | Hello Boys       | I luminescenti        | 22 luglio 2018   | 27 settembre 2018 |

## Il Bureau Underground
- Titolo originale: Pilot
- Diretto da: Jonathan Krisel
- Scritto da: Tom Gormican

### Trama
Dopo che un agente del Bureau Underground è stato catturato, l'ufficio accetta il suo consiglio per il reclutamento di Max e Leroy. L'improbabile coppia va in missione per salvare l'agente e combattere il suo rapitore, un uomo posseduto da un alieno. Tuttavia, lo straniero fugge con l'agente su un UFO. Max e Leroy decidono di rimanere con l'ufficio sotterraneo per saperne di più. Alla fine, viene rivelato che la moglie di Max è sotto custodia del Bureau dopo che è stata posseduta da un extraterrestre.
- Ascolti USA: 3 580 000 telespettatori.[6]

## Modalità belva
- Titolo originale: Bee-Mo
- Diretto da Lynn Shelton
- Scritto da: Blake McCormick

### Trama
Leroy prende in giro Jermaine (il figlio del suo ex compagno di polizia) per dolcetto o scherzetto. Tuttavia, Jermaine rivela che è interessato solo ad andare a una festa contro i desideri di sua madre. Nel frattempo, un gatto infetta Jermaine con un virus, che trasforma Jermaine e gli spettatori in zombi.
- Ascolti USA: 3 580 000 telespettatori.[7]

## Il succubo
- Titolo originale: Whispers
- Diretto da: Dean Holland
- Scritto da: Sally Bradford McKenna

### Trama
Leroy e Max indagano su un omicidio in cui è stato trovato un corpo con il cuore rimosso. Max chiede a Leroy di uscire con un ufficiale di polizia che si rivela essere un succube responsabile della recente morte. Nel frattempo, il capitano Lafrey sospetta di sua figlia adolescente.
- Ascolti USA: 2 410 000 telespettatori.[8]

## Protocollo B-13
- Titolo originale: Lockdown
- Diretto da: Rob Schrab
- Scritto da: Sean Clements

### Trama
Un mostro anfibio viene inavvertitamente riportato in vita all'ufficio di presidenza e inizia a uccidere le persone, iniziando un blocco. Max, Leroy e gli altri devono uccidere il mostro entro 30 minuti per impedire che il Bureau Underground venga distrutto.
- Ascolti USA: 2 710 000 telespettatori.[9]
- Guest star: Beck Bennett, Ryan McPartlin, Erik Griffin.

## La macchina
- Titolo originale: The Machine
- Diretto da: Kyle Newacheck
- Scritto da: Leila Strachan

### Trama
Max e Leroy vanno in incognito in un country club per indagare sulla morte di un Caddie che misteriosamente invecchiava rapidamente.
- Ascolti USA: 2 330 000 telespettatori.[10]
- Guest star: Sam McMurray, Harry Groener, Ali Ghandour, Mo Collins

## Max Reloaded
- Titolo originale: Sam
- Diretto da: Jamie Babbit
- Scritto da: Ryan Ridley

### Trama
Mentre agisce come direttrice del Bureau, Annie installa un software di Intelligenza artificiale per gestire l'ufficio. Max si insospettisce che il programma potrebbe essere malvagio e vuole accedere ai file personali del Bureau. Nel frattempo, Leroy si fa un nuovo amico che fa sì che Max sia geloso.
- Ascolti USA: 3 250 000 telespettatori.[11]
- Guest star: Dax Shepard, Sonya Walger.

## Acchiappafantasmi
- Titolo originale: Ghost Studz
- Diretto da: Michael Patrick Jann
- Scritto da: Sarah Peters

### Trama
Max e Leroy vanno sotto copertura mentre la troupe cinematografica, come ospite di un reality show paranormale, si imbatte in realtà in una reale attività paranormale e scompare.
- Ascolti USA: 1 940 000 telespettatori.[12]

## Horror tour
- Titolo originale: Haunted Hayride
- Diretto da: Rob Schrab
- Scritto da: Kevin Etten & Tom Gormican

### Trama
Il Bureau indaga sulla scomparsa e sulla ricomparsa di una ragazzina che è stata trascinata da una forza invisibile ad un tour "infestato" interrogandosi se fosse reale o una trovata pubblicitaria.
- Ascolti USA: 2 610 000 telespettatori.[13]

## Il Ghermitore
- Titolo originale: Snatcher
- Diretto da: Jen Arnold
- Scritto da: Blake McCormick

### Trama
- Ascolti USA: 3 890 000 telespettatori.[14]

## Cimici
- Titolo originale: The Wire
- Diretto da: Jeffrey Blitz
- Scritto da: Paul Lieberstein

### Trama
Max Jennifer trova un bug nel Bureau Underground.
- Ascolti USA: 1 210 000 telespettatori.[15]

## Il nuovo direttore
- Titolo originale: The Demotion
- Diretto da: Jennifer Arnold
- Scritto da: Adam Barr

### Trama
Dopo aver trovato il bug, il capitano Ava Lafrey viene retrocesso e Merv Minette diventa il nuovo capo del Bureau Underground.
- Ascolti USA: 1 130 000 telespettatori.[15]

## La premonizione
- Titolo originale: The Premonition
- Diretto da: Jay Karas
- Scritto da: Rebecca Addelman

### Trama
Leroy Wright introduce un sensitivo che lo aiuta a capire chi ha infastidito l'ufficio. Lo psichico dice al personale che una persona morirà dopo aver lasciato l'ufficio, ma Max non è disposto a credere a tutta la superstizione.
- Ascolti USA: 1 390 000 telespettatori.[16]

## L'articolo
- Titolo originale: The Article
- Diretto da: Jude Weng
- Scritto da: Leo Allen

### Trama
Un articolo del Times sul Bureau Underground fa notizia in tutto il mondo. La madre e il padre di Max Jennifer gli chiedono di smettere e andare a lavorare con suo fratello che vende barrette energetiche. Leroy Wright viene ordinato da Merv Minette di interrogare i suoi collaboratori per scoprire chi ha fatto trapelare le informazioni. Ava Lafrey sta usando informazioni su chi insidia il Bureau Underground e cerca risposte, trovandosi faccia a faccia con il pericolo.
- Ascolti USA: 1 130 000 telespettatori.[17]

## L'avvistamento
- Titolo originale: Unbelievable
- Diretto da: Claire Scanlon
- Scritto da: Charla Lauriston

### Trama
Max e Leroy individuano un possibile UFO. Tuttavia, mentre lo guardano, Leroy rilascia una bomba su Annie che ruba lo spettacolo.
- Ascolti USA: 1 000 000 telespettatori[18]

## Triangoli
- Titolo originale: The Airplane
- Diretto da: Matt Sohn
- Scritto da: Andy Blitz

### Trama
Il Bureau Underground lotta per essere preso sul serio mentre è costretto a condividere un caso sia con l'FBI che con la FAA. Scoraggiato dalla mancanza di rispetto, la squadra si rivolge a Merv che offre pochissimo supporto. Nel frattempo, si crea una relazione improbabile e Max fa una scoperta scioccante.
- Ascolti USA: 1 320 000 telespettatori[19]
- Guest star: Kevin Dunn

## I luminescenti
- Titolo originale: Hello Boys
- Diretto da: Wendey Stanzler
- Scritto da: Ryan Ridley

### Trama
Mentre cercano di dimostrare il loro valore al Capitano Lafrey e al resto del Bureau Underground, Leroy e Max hanno finalmente un vantaggio sull'agente Checker. Leroy si trova nella strana posizione di essere il credente quando Max perde la fiducia nella propria competenza.
- Ascolti USA: 1 130 000 telespettatori
- Guest star: Linc Hand